# Comté de Breckinridge
Pour les articles homonymes, voir Breckinridge.
Le comté de Breckinridge est un comté de l'État du Kentucky, aux États-Unis. Son siège est basé à Hardinsburg.
Il a été fondé en 1800 et a été nommé d'après John Breckinridge.
Le comté est un wet county depuis le 29 janvier 2013 à la suite des élections locales, il a été un dry county durant les 105 années précédentes.